# Cantonul Montrevel-en-Bresse
Cantonul Montrevel-en-Bresse este un canton din arondismentul Bourg-en-Bresse, departamentul Ain, regiunea Rhône-Alpes, Franța.

## Comune
| Comune                 | Populație (1999) | Cod poștal | Cod INSEE |
| ---------------------- | ---------------- | ---------- | --------- |
| Attignat               | 1 924            | 01340      | 01024     |
| Béréziat               | 340              | 01340      | 01040     |
| Confrançon             | 862              | 01310      | 01115     |
| Cras-sur-Reyssouze     | 907              | 01340      | 01130     |
| Curtafond              | 590              | 01310      | 01140     |
| Étrez                  | 642              | 01340      | 01154     |
| Foissiat               | 1 562            | 01340      | 01163     |
| Jayat                  | 773              | 01340      | 01196     |
| Malafretaz             | 674              | 01340      | 01229     |
| Marsonnas              | 727              | 01340      | 01236     |
| Montrevel-en-Bresse    | 1 994            | 01340      | 01266     |
| Saint-Didier-d'Aussiat | 666              | 01340      | 01346     |
| Saint-Martin-le-Châtel | 652              | 01310      | 01375     |
| Saint-Sulpice          | 103              | 01340      | 01387     |